# Cubaris lifuensis
Cubaris lifuensis är en kräftdjursart som beskrevs av Stebbing 1900. Cubaris lifuensis ingår i släktet Cubaris och familjen Armadillidae. Inga underarter finns listade i Catalogue of Life.